# Armérie
Armeria
Genre
Classification phylogénétique
Armeria est un genre de plantes herbacées, les arméries, de la famille des Plumbaginaceae. Ses espèces sont vivaces.

## Liste d'espèces
- Armeria alboi (Bernis) Nieto Fel.
- Armeria alliacea (Cav.) Hoffmanns. & Link
- Armeria alpina Willd. - Armérie des Alpes
- Armeria arenaria (Pers.) Schult. - Armérie des sables
- Armeria belgenciensis (Kerguélen) Donad. - Armérie de Belgentier
- Armeria berlengensis Daveau
- Armeria caespitosa (Ortega) Boiss.
- Armeria cariensis Boiss.
- Armeria gaditana Boiss.
- Armeria girardii (Bernis) Litard.
- Aemeria juniperifolia (A. caespitosa)
- Armeria leucocephala W.D.J.Koch
- Armeria maritima Willd. - Armérie maritime ou Gazon d'Espagne
- Armeria muelleri A.Huet - Armérie de Müller
- Armeria nebrodensis (Guss.) Boiss.
- Armeria pinifolia (Brot.) Hoffmanns. & Link
- Armeria pseudarmeria (Murray) Mansf.
- Armeria pubigera (Desf.) Boiss.
- Armeria pungens (Link) Hoffmanns. & Link
- Armeria rumelica Boiss.
- Armeria ruscinonensis Girard
- Armeria sardoa Spreng.

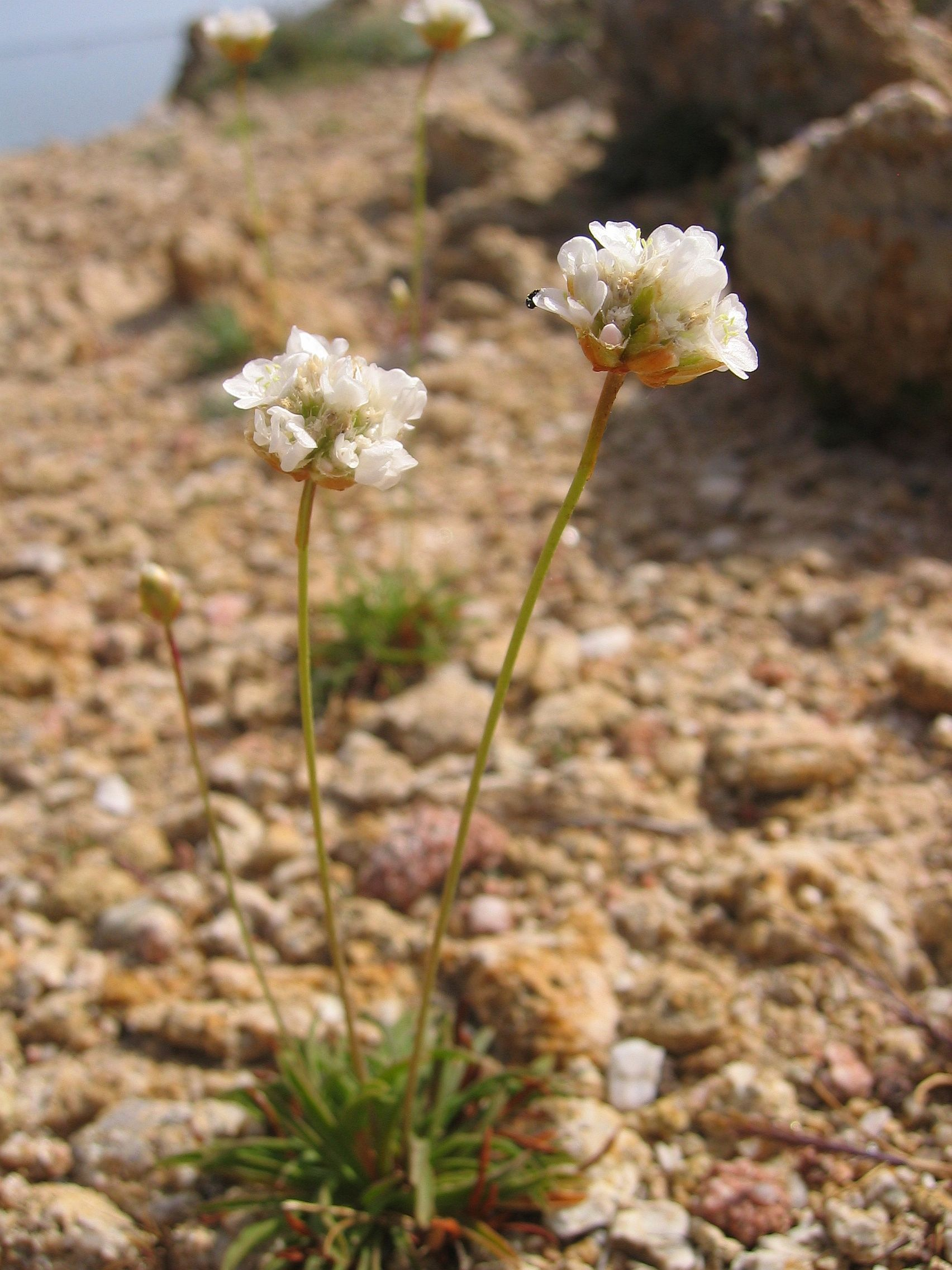
Armeria soleirolii

- Armeria soleirolii (Duby) Godr. -  Armérie de Soleirol
- Armeria splendens (Lag. & Rodr.) Webb
- Armeria undulata (Bory & Chaub.) Boiss.
- Armeria villosa Girard
- Armeria vulgaris Willd. - l'Armérie à tige allongée fait partie de la flore obsidionale de France[1]
- Armeria welwitschii Boiss.

## Caractéristiques générales
- Forme : tige de 10 à 40 cm selon espèce
- Feuilles : linéaires et un peu charnues, formant des coussins à la base de la hampe florale.
- Fleurs : d'un rose vif ou plus ou moins violacé, regroupées serrées dans une tête globuleuse.
- Floraison : de juillet à septembre.
- Attraits : plantes rustiques et tapissantes avec une longue floraison.